# گاوری لانکش
گاوری لانکش (انگلیسی: Gauri Lankesh)؛ (زاده ۲۹ ژانویه ۱۹۶۲ - درگذشته ۵ سپتامبر ۲۰۱۷) روزنامه‌نگار، و ویراستار اهل هند بود. او به عنوان یک ویراستار در مجله لانکش پاتریک در کرناتکه که به زبان کانارا چاپ شده و توسط پدرش اداره می‌شد کار می‌کرد. پ. پاتریک پدر گاوری به اتفاق دخترش یک مجله هفتگی باعنوان گاوری لانکش پاتریک را چاپ و توزیع می‌کردند. لانکش در ۵ سپتامبر ۲۰۱۷ توسط مهاجمان ناشناس در بیرون خانه‌اش در راجراج‌شواری در نگر، بنگلور به ضرب گلوله کشته شد. در زمان مرگش، گاوری به عنوان یکی از منتقدان جناح راست‌گرای هندو شناخته می‌شد. او با آنا پولیتکوفسکایا برای سخن گفتن در مقابل افراط‌گرایی هندو و مبارزه برای حقوق زنان به فعالیت پرداخت و در مخالفت با تبعیض نژادی مورد تقدیر قرار گرفت.

## زندگی‌نامه
گاوری لانکش در ۲۹ ژانویه ۱۹۶۲ در بنگلور، ایالت میسور، هند در خانواده‌ای متولد شد که پدرش یک روزنامه‌نگار و شاعر بود. لانکش، هفته‌نامه گاوری لانکش پاتریک را که به زبان کانارا بود تأسیس کرد. او دو برادر داشت، کاویتا لانکش و ایندیراجیت لانکش. گاوری حرفه روزنامه‌نگاری را با روزنامه تایمز هند در بنگلور آغاز کرد. بعداً، او با همسرش چیداناد راجگاتا به دهلی نقل مکان کردند. کمی بعد، او به بنگلور بازگشت و در آنجا به عنوان خبرنگار مجله یکشنبه به مدت نه سال خدمت کرد. گاوری در زمان مرگ پدرش در سال ۲۰۰۰ برای کانال تلویزیونی دهلی که به زبان تلوگو پخش می‌شد کار می‌کرد. تا این زمان، لانکش ۱۶ سال از عمرش را به عنوان یک روزنامه‌نگار گذرانده بود.

### لانکش پاتریک
هنگامی که پدر گاوری فوت کرد، گاوری و برادرش ایندیراجیت با مانی ناشر لانکش پاتریک ملاقات کردند و به او گفتند می‌خواهند انتشارات را ببندند. مانی آنها را متقاعد کرد که انتشارات را نبندند. پس از آن گاوری سردبیر لانکش پاتریک شد و برادرش ایندیراجیت مدیریت امور تجاری انتشارات را برعهده گرفت.

## دیدگاه سیاسی و ایدئولوژی
گاوری یک منتقد جناح راست جنبش هندوها بود، در سال ۲۰۰۳، او مخالفت خود را با ادعای سانگ پاریوار که یک جنبش ناسیونالیست در شبهه قاره هند است، اعلام کرد و آن هنگامی بود که در سال ۲۰۱۲، هندوهای ناسیونالیست می‌خواستند در منگالور به معبد صوفی‌ها حمله کنند، وی اظهار داشت که هندوئیسم مذهب نیست، و در دیدگاه آنان زن به عنوان یک موجود دسته دوم است. او معتقد به یک ایدئولوژی اقلیت در اجتماع لیگایات به رهبری کمو سوهاردا ودیک بود و پلتفرم وی هماهنگی اجتماعی برای جوامع تحت ستم بود. او همچنین بر این باور بود که حامیان فلسفی بسوانان هندو نیستند.

## زندگی شخصی
گاوری و چیداناد راجقاتا پس از پنج سال ازدواج از هم جدا شدند؛ او بعد از جدایی ازدواج نکرد. گرچه او تنها زندگی می‌کرد (در ۲۳ سالگی) هیچ فرزندی نداشت، گورانی با سایر فعالان جنبش سرپرستی کودکان را برعهده می‌گرفتند.

## ترور

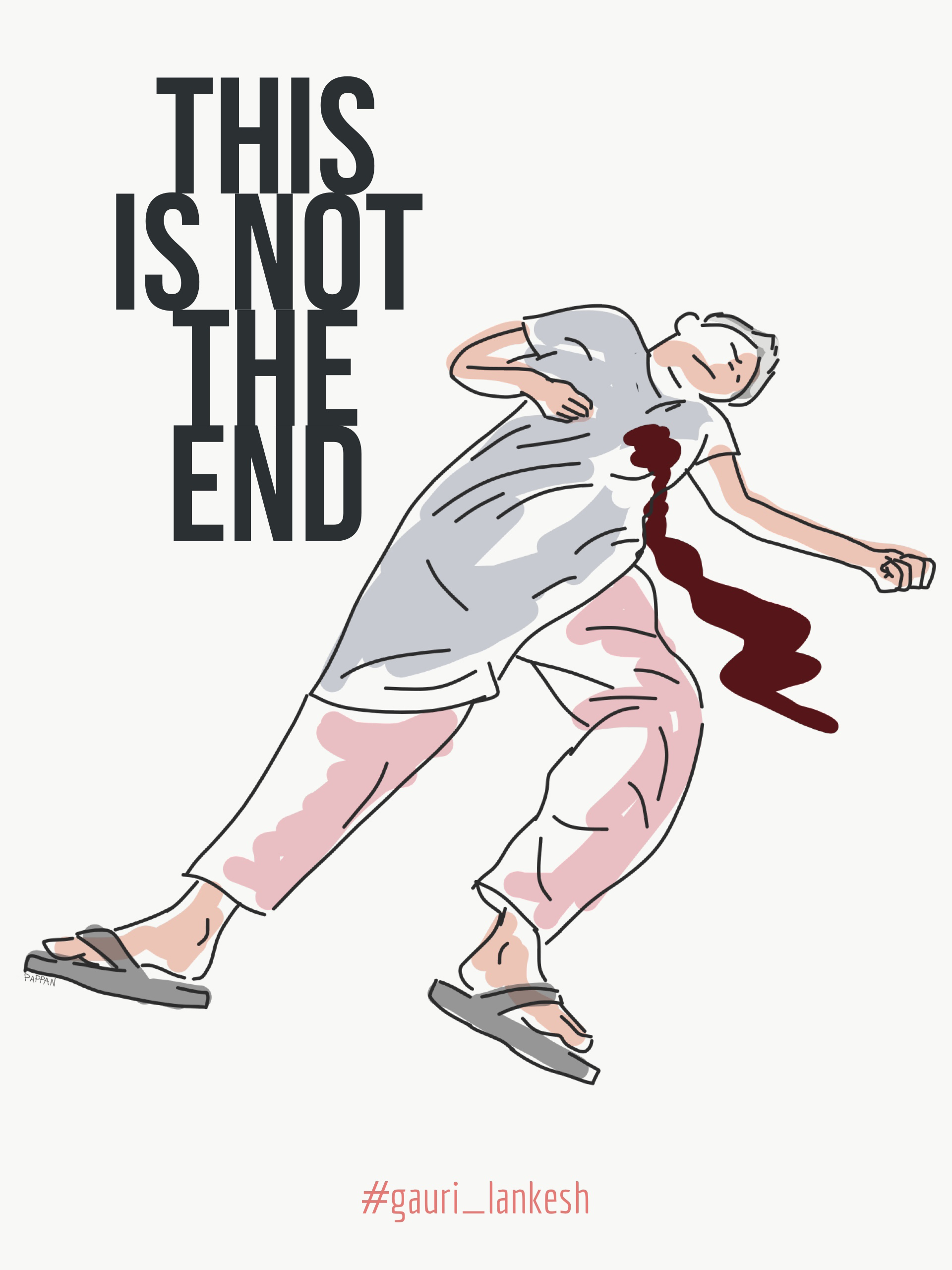
گوری لنکِش، ۵۵ ساله، سردبیر روزنامه تابلوئید کانادایی گوری لنکِش پاتریکه، شب گذشته توسط مهاجمان هندو توا کشته شد.

در ۵ سپتامبر ۲۰۱۷، سه مرد ناشناس برای کشتن وی به جلوی خانه گاوری در راجراج‌شواری نگار در بنگلور مراجعه کردند. این مردان مسلح در ساعت ۸ صبح هنگامیکه گاوری در مسیر بازگشت از دفترش به خانه بود جلوی در اصلی حداقل با شلیک هشت گلوله او را به قتل رساندند.